# 杉本良吉
杉本 良吉（すぎもと りょうきち、本名：吉田 好正、1907年（明治40年）2月9日 - 1939年（昭和14年）10月20日）は、日本の演出家。女優の岡田嘉子とソ連に亡命し、スパイ容疑で銃殺刑に処せられた。

## 人物・来歴
東京生まれ。東京府立第一中学校卒業。1924年4月 北海道帝国大学農学部予科に入学するも中退、1925年4月 早稲田大学文学部露文科に入学するも同じく中退。
1927年から前衛座などのプロレタリア演劇の演出に当たる。美男で艶聞家の良吉は演劇仲間から「エロ吉」と綽名されていた。同年、知り合いのロシア人の家でダンスホールに勤める杉山智恵子と知り合い、のちに結婚する。1929年（昭和4年）にパーヴェル・マルコフ（en:Pavel Markov）の『ロシヤ革命と演劇』（叢文閣）と、アナトリー・ルナチャルスキーやトルストイの作品が収められた『労農ロシヤ戯曲集』（マルクス書房）の翻訳書を出版する。1930年上演のセルゲイ・トレチャコフ（パーヴェル・トレチャコフの兄）原作『吼えろ支那』（土方与志演出）の台本作成時に楽屋で口述翻訳する杉本を目撃した浮田左武郎は「日本語を読むようなよどみない早さ」に驚いたと記している。
1931年11月日本共産党入党、日本プロレタリア文化連盟でも活動を続ける。築地小劇場で舞台稽古中に警察に踏み込まれたため逃走し、地下生活に入る。1932年11月にモスクワで開催される演劇オリンピアードと革命作家同盟大会への参加を兼ねてソビエトに潜入して連絡の切れているコミンテルンと連絡をつける任務を党より与えられ、今村恒夫とともに小樽から日本海を渡って越境を計画するも危険すぎるとして断念。1933年7月に逮捕され、市谷刑務所に収監される。拷問に耐えて黙秘したが、政治活動から足を洗うことを条件に1934年12月に保釈され、1936年2月、治安維持法違反で懲役2年執行猶予5年の判決を受けた。
1935年新協劇団に入り、1937年『北東の風』（久板栄二郎、築地小劇場）などを演出する。他にも井上正夫の「中間演劇」の演出も何本も引き受けた。病身の妻がいたにもかかわらず、1936年（昭和11年）8月、演出した舞台の女優・岡田嘉子と激しい恋におちる。
1937年（昭和12年）日中戦争開戦。日本共産党員である杉本は治安維持法違反で逮捕されて執行猶予中で、召集令状を受ければ思想犯として激戦地に送られるであろう事を恐れ、ソ連への亡命を決意。
妻を置いて1937年（昭和12年）暮れの12月27日、岡田嘉子と上野駅を出発、北海道を経て樺太の敷香町に着いた。樺太は岡田の父が事業をしていた関係から僅かな土地勘があった。翌1938年（昭和13年）1月3日、2人は厳冬の地吹雪の中、国境守備の警官隊を慰問する名目で国境に近づき、樺太国境を超えてソ連に越境する。この件について、のちに宮本顕治が、1932年に今村恒夫と杉本をコミンテルンとの連絡のためにソ連へ派遣しようという計画があり、二人は小樽まで行ったが、船がうまく調達できずに引き返したことがあったと語っている。杉本はソ連在住だった演出家の佐野碩や土方与志を頼るつもりであったといわれる。だが佐野と土方の二人は前年の8月に大粛清に巻き込まれて国外追放処分になっていたが、杉本はそれを知らなかった。この点について、千田是也は「自分たちの新築地劇団のグループは前年9月にその事実を知っていたが、当時新築地劇団と演劇理論などで対立していた新協劇団の杉本はこの事実を知らなかった」と後に述懐している。
この一件は、駆落ち事件として連日新聞に報じられ日本中を驚かせた。この事件を機に日本では翌1939年（昭和14年）に特別な理由なく樺太国境に近づくこと等を禁じた国境取締法が制定された。しかし、不法入国した二人にソ連の現実は厳しく、入国後わずか3日目で岡田は杉本と離された。時は大粛清の只中であり、杉本と岡田はスパイとして捕らえられ、GPU（後の KGB）の取調べを経て、別々の独房に入れられ2人はその後二度と会うことはなかった。日本を潜在的脅威と見ていた当時のソ連当局は、思想信条に関わらず彼らにスパイの疑いを着せたのである。
取り調べで脅された岡田はスパイであるという自白書を書かされ、杉本も拷問を伴った取り調べに「自分はメイエルホリドに会いに来たスパイで、メイエルホリドの助手である佐野もスパイである」という虚偽の供述を強要された。杉本は後の軍事法廷ではこの供述を虚偽と語り、「そのような嘘をついたことを恥ずかしく思う」と述べたが、スパイ容疑で1939年に銃殺刑に処せられた。
ソ連崩壊後に明らかにされたメイエルホリドの供述調書では佐野の名前は頻出するが、杉本（本名である吉田）の名前はほとんど出ておらず、起訴状にもスパイ容疑を「裏付ける」供述者4人の1人として記されているに過ぎない。この点に関してメイエルホリド研究者の武田清は「杉本の強制自白がメイエルホリド粛清の口実になった」という名越健郎の見解を否定し、メイエルホリドが粛清の対象であることは何年も前からスターリンの方針であり、たまたま日ソ関係が最悪の時期に密入国してメイエルホリドや彼と結びつく佐野の名前を口にした杉本がその「最後の仕上げに利用されただけ」だと記している。
1959年名誉回復。しかし銃殺されたことは長らく日本では知られておらず、病死とされてきた。グラスノスチの進行の結果、ようやく知られるようになった。ただし、岡田嘉子が1972年の日本への「里帰り」以前にこの事実を知っていたのは確実であると、岡田の没後に現地で調査・取材をおこなったテレビディレクターの今野勉は述べている。

## 家族
- 父・吉田好九郎 (1870-1921) ‐ 学習院の数学教師。金沢藩士・吉田久重の長男で、東京帝国大学理科大学数学科卒。良吉が13歳のときに川に身を投げ自殺。[11][12]
- 母・隆（1878-1952） ‐ 夫没後、6人の子を育て、良吉出奔後も妻の一家と親族関係を続けた[13]
- 妻・杉山智恵子（1909-1940） ‐ 栃木県毛野村北猿田（現足利市)出身。地元ではマドンナと呼ばれるほどの美人だった。杉山家は猿田48か村の庄屋を務め、祖父の代からは大規模な機屋を営む裕福な家で[14]、3人の姉は女学校に進学したが、智恵子は父親の早世による実家の没落で小学校卒業と同時に郵便局に勤め、のちに祖母、母、弟とともに上京。親戚の土建会社に勤めるかたわら、弟（文芸評論家の杉山英樹）の学費を稼ぐため夜はダンスホールで働き、1930年にはダンサー初のストライキと言われるダンスホール「フロリダ」の待遇改善闘争のリーダーを務めて勝利を勝ち取った[15]。ダンサー仲間のロシア人を通じて、当時前衛座のメンバーだった良吉と知り合う。良吉の白いルパシカ姿にひと目惚れし、良吉も智恵子会いたさに翻訳業に精を出し足繁く智恵子の店に通った。二人ともクリスチャンであったことから急速に親しくなり、結婚（未入籍で経済的理由などにより別居婚）。1934年に結核療養所に入所したが夫良吉と岡田嘉子の関係に気づき退所、良吉の実家のある大久保と岡田の住む九段の間にある市ヶ谷に家を借り療養を続けた[16]。1937年の年末、岡田の出演する良吉の芝居の千秋楽を夫婦で観たのち、良吉は岡田と出奔、その10か月後に智恵子は31歳で死去した[17]。
- 弟・吉田好尚（1917-） ‐ 『働く婦人』編集部員。

## 著作
- 菅井幸雄 編『演出者の手記 杉本良吉演劇論集』新日本出版社〈新日本選書〉、1980年3月。 NCID BN01606821。全国書誌番号:80017780。

### 共著
- 杉本良吉、高橋健二『現代演劇論』天人社〈新芸術論システム 第18巻〉、1930年11月。 NCID BA67308720。全国書誌番号:47002389。
  - 杉本良吉、高橋健二『現代演劇論』（復刻版）ゆまに書房〈新藝術論システム 17〉、1991年11月。ISBN 9784896684209。 NCID BN0695274X。

### 翻訳
- 『労農ロシヤ戯曲集』マルクス書房〈労農ロシヤ文学叢書 第3輯〉、1929年12月。 NCID BA58880479。全国書誌番号:47027364。
- ベ・ラヴレニヨフ『巡洋艦ザリヤー』マルクス書房、1930年3月。 NCID BN10535123。全国書誌番号:47030842。
- オグニヨフ『共産大学生の日記』叢文閣〈ソヴエート作家叢書 2〉、1930年4月。 NCID BN1291797X。全国書誌番号:47031804。
- ヴェ・バフメーチエフ『マルチンの犯罪』鉄塔書院〈ソヴエート作家叢書 6〉、1931年12月。 NCID BN10640999。全国書誌番号:47100173。
- エヌ・ア・オストロフスキイ『鋼鉄はいかに鍛へられたか』 第1部、ナウカ社、1936年7月。 NCID BA70363862。全国書誌番号:47034539。
- ヴエ・エム・キルション『すばらしい合金・風の街』改造社〈改造文庫 第2部 第245篇〉、1937年3月。 NCID BN05697534。全国書誌番号:47034066。
- ゴーリキィ『エゴール・ブルィチョフ』改造社〈改造文庫 第2部 第314篇〉、1937年9月。 NCID BA42899605。全国書誌番号:47034027。

### 共訳
- B.M.バフメーチエフ 著、蔵原惟人・杉本良吉 訳『マルチンの罪』芝書店、1936年4月。 NCID BA52720254。全国書誌番号:47036645。

## 杉本を演じた俳優
- 『キネマの天地』（1986年8月2日、松竹） - 岡田嘉子がモデルの川島澄江（演：松坂慶子）の恋人役は杉本良吉がモデルとされ津嘉山正種が演じた。